# Haplomyces californicus
Haplomyces californicus är en svampart som beskrevs av Thaxt. 1893. Haplomyces californicus ingår i släktet Haplomyces och familjen Laboulbeniaceae.   Inga underarter finns listade i Catalogue of Life.